# Hagymási Réka
Hagymási Réka (Budapest, 1993. július 29. –) világ- és Európa-bajnok kajakozó.

## Sportpályafutása
Hagymási Réka Dunakeszin nőtt fel és pályafutása is itt kezdődött, csakúgy mint Lucz Dóráé. Edzői Rasztótzky János és László Gizella voltak. Első jelentősebb nemzetközi eredményét a 2015-ös, Montemor-o-Velhóban rendezett u23-as világbajnokságon érte el, ahol K-2 500 méteren ezüstérmet nyert Hagymási Anita párjaként. A 2017-es plovdivi Európa-bajnokságon Farkasdi Ramónával K–2 1000 méteren Európa-bajnoki címet nyert. A račicei világbajnokságon K–2 200 méteren Szabó Ágnessel párban világbajnok lett.
Párosuk a 2018-as Európa-bajnokságon és a világbajnokságon is negyedik lett.